# Абдольазим Гариб
Абдольазим Гариб Геракани (1879, Геракан — 23 марта 1965, Тегеран) – иранский учёный, писатель, поэт и основатель современной персидской грамматики.

## Биография
Абдольазим Гариб, сын Мирзы Али Саррештедара, родился летом 1879 года (в месяц рамазан 1296 г. х.) в селении Геракан, центре провинции Аштиан. Уже в родном городе он начал изучать персидскую и арабскую грамматику. Будучи подростком, в 1893 году переехал в Тегеран. Там он изучал персидский язык и арабскую литературу, научные дисциплины и астрономию у великих мастеров своего времени. Логику и философию Гариб изучал у Мирзы Тахера Тонкабани в медресе Сепахсалар, французский язык — в школе Дар ул-Фунун.
В 1899 году поступил на службу в министерство науки и начал преподавать, используя инновационные методы обучения в традиционных религиозных школах. С 1906 года начал преподавать в Медресе Незам и, несмотря на старость, продолжал там работать. Некоторые его ученики, такие, как полковник Мухаммед Таги-хан Пессиан, заняли высокие государственные посты.
С 1902 года вместе с преподаванием в Дар ул-Фунун начал работать в Дар аль-Моалемин (академии, занимавшейся подготовкой учительских кадров), преподавая там персидскую литературу. Такие преподаватели в Дар аль-Моалемин, как Абу-аль-Хасан Фуруги, Шейх Мортеза Наджм Абади, Фазеле Туни дали ему уважительное прозвище «Джанаб Мирза» (Господин Мирза). Затем он преподавал в медресе Сиаси, в иранской немецкой школе. Не порывая с преподаванием персидского языка, изучал у немцев новые педагогические методики. С 1931 по 1933 года был учителем Мохаммеда Реза-шаха.
После основания Тегеранского университета был назначен на должность профессора на факультете литературы, отвечал за преподавание персидского языка и грамматики и преподавал там до конца жизни. Он был также избран членом Академии персидского языка и литературы и являлся одним из ведущих её членов.
Абдольазим Гариб был крупнейшим знатоком персидского языка и пятьдесят восемь лет своей жизни посвятил его преподаванию. В то время, когда он начинал заниматься преподаванием, персидскому языку не уделялось серьёзное внимание, не существовало качественных учебных пособий. Гариб издал четырёхтомную «Персидскую грамматику», написанную вполне доступным языком, собрал в хрестоматию «Фараод аль-Адаб» отрывки из крупнейших классиков персидской литературы и активно внедрял свои книги в систему образования. Другим его вкладом в культуру было создание библиотеки из старинных фолиантов. В 1947 году в Тегеранском университете в его честь был устроен праздник, на котором учёный был удостоен ордена за вклад в науку и культуру. Кроме того, в честь Гариба был переименован один из залов университета.

## Смерть
Даже после выхода на пенсию продолжал преподавать в университете. В 1965 году, в результате падения и перелома левой ноги, был госпитализирован. После операции из-за возраста и дискомфорта, вызванного переломом ноги, умер 23 марта 1965 года в Тегеране. Могила Абдольазима находится на балконе храма Имамзаде-Абдуольазим с видом на внутренний двор имени аятоллы Кашани (раньше назывался Сахте Шах), но по причине закрытия балкона доступ туда уже недоступен. Академия персидского языка и литературы, в знак признания его заслуг отремонтировала дом в деревне Геракан и 14 ноября 1999 тождественно открыла там Центр обучения персидскому языку.

## Работы
- Фараод оль-Адаб, избранное из поэзии и прозы (6 томов, несколько изданий).
- Персидская грамматика (в четырёх томах).
- Правила персидской грамматики.
- Бадаят оль-Адаб (1324 год хиджры).
- Книга «13241» в трёх томах (1346 хиджры).
- «Чтение фарси» в двух томах (по заказу Министерства культуры, написана в соавторстве несколькими учёными) (1302 год солнечного календаря).
- Бади (1302).
- Исправленный и аннотированный «Калила ва Димна» (1308).
- «Гулистана» Саади (редакция и примечания) (1310)
- Редакция Барамаке (1313).
- Соханане Шива (1318).
- «Избранное из Калила ва Димна» (1320).
- «Бустан» Саади (редакция и примечания) (1328).